# Trökörna kyrka
Trökörna kyrka är en kyrkobyggnad som tillhör Trökörna församling i Skara stift. Den ligger i södra delen av Grästorps kommun.

## Kyrkobyggnaden
Kyrkan är omnämnd först 1583 och hade då ett långhus av trä och kor av sten, men den är betydligt äldre än så. 
På 1600-talet tillbyggdes ett gravkor vid nordöstra sidan som senare omvandlades till sakristia och långhuset i trä ersattes av ett nytt i sten 1690. Nuvarande tresidiga kor tillkom 1798 och tornet uppfördes 1894 efter ritningar av arkitekt Erik Josephson. Samma år omdanades interiören totalt, varvid ett innertak i tredingsform byggdes och inredningen till stor del byttes ut. Gravkoret blev en del av kyrkorummet och valvets kistor flyttades till kyrkogården. 
År 1927-1928 genomfördes en renovering efter program av arkitekt Axel Forssén. Östra korfönstret från 1894 murades igen. Predikstolen från 1700-talet tillkom liksom den enkla altartavlan från samma tid.

## Inventarier
- Medeltida kalkformig dopfunt.
- Altaruppsats och en predikstol är tillverkad 1738 av bildhuggare Michael Schmidt inköptes 1750.

### Klockor
- Storklockan är av en senmedeltida normaltyp och saknar inskrifter.[1]
- Lillklockan är gjuten i Skara] 1747.[2]

## Orgel
Orgeln som är placerad på den västra läktaren har en ljudande fasad som är härstammar från det instrument som tillverkades 1902 av Nordfors & Co. Ett nytt pipverk tillkom 1969, tillverkat av samma firma, med bibehållande av visst äldre material. Orgeln har tolv stämmor fördelade på två manualer och pedal.

## Bilder

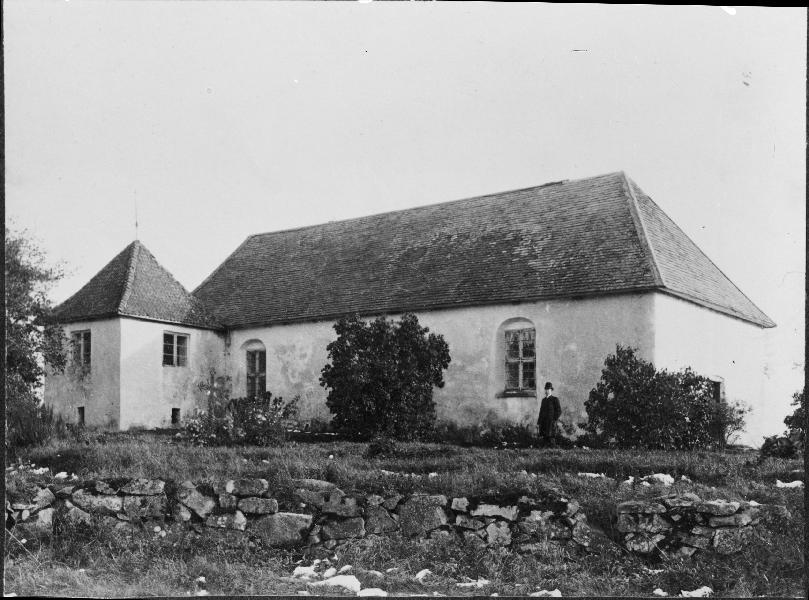
Kyrkans exteriör fram till 1894.
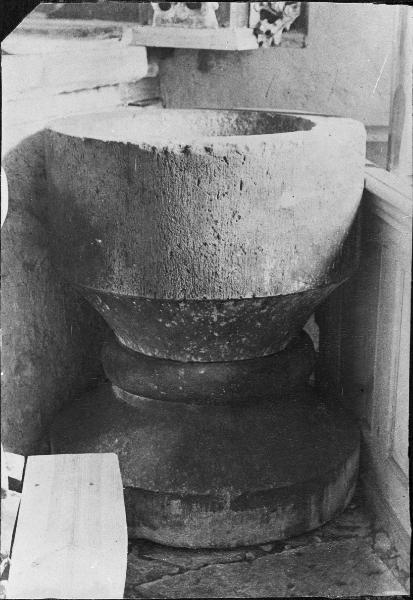
Dopfunten.